# 元谋县
元谋县（IPA：/pʻə33 lə21 bu33/）是中华人民共和国云南省楚雄彝族自治州下属的一个县。全县面积2026平方千米，2020年总人口20.15万人，县人民政府驻元马镇。
目前下辖元马镇、能禹镇、黄瓜园镇，花同、羊街、老城、平田、新华、凉山、苴林、物茂、江边、姜驿10乡，有79个村（居）民委员会。

## 地理
元谋地处滇中高原北部，东经101°35′-102°06′、北纬25°23′-26°06′之间是楚雄彝族自治州下辖的一个县，东倚武定，南接禄丰，西邻大姚，北接四川会理，西南与牟定接壤，西北与永仁毗连。县城距省会昆明189公里，距四川省攀枝花市143公里，距楚雄州府103公里。

### 气候
元谋地处滇中高原北部，地势呈四周高，中间低，由南向北倾斜的“筲箕凹”形。境内最低海拔898米，最高海拔2,835.9米，全县面积的40％处于海拔1,350米以下的干热河谷区。热区面积达797.07平方公里，分布在7乡3镇。热区内干旱少雨，年均降雨量仅为642毫米，年蒸发量高达3,627毫米，年平均气温21.5摄氏度，四季不分明，全年基本无霜。1983年12月28日和2022年2月21日，當地兩次降雪，期間沒有任何降雪。
| 元谋（1981-2010）                           | 元谋（1981-2010） | 元谋（1981-2010） | 元谋（1981-2010） | 元谋（1981-2010） | 元谋（1981-2010） | 元谋（1981-2010） | 元谋（1981-2010） | 元谋（1981-2010） | 元谋（1981-2010） | 元谋（1981-2010） | 元谋（1981-2010） | 元谋（1981-2010） | 元谋（1981-2010） |
| 月份                                        | 1月               | 2月               | 3月               | 4月               | 5月               | 6月               | 7月               | 8月               | 9月               | 10月              | 11月              | 12月              | 全年              |
| ------------------------------------------- | ----------------- | ----------------- | ----------------- | ----------------- | ----------------- | ----------------- | ----------------- | ----------------- | ----------------- | ----------------- | ----------------- | ----------------- | ----------------- |
| 历史最高温 °C（°F）                         | 31.4 (88.5)       | 33.2 (91.8)       | 36.8 (98.2)       | 39.1 (102.4)      | 40.3 (104.5)      | 40.7 (105.3)      | 38.9 (102.0)      | 37.4 (99.3)       | 37.5 (99.5)       | 34.7 (94.5)       | 32.5 (90.5)       | 29.6 (85.3)       | 40.7 (105.3)      |
| 平均高温 °C（°F）                           | 23.5 (74.3)       | 26.2 (79.2)       | 29.4 (84.9)       | 32.0 (89.6)       | 32.5 (90.5)       | 32.1 (89.8)       | 31.2 (88.2)       | 31.2 (88.2)       | 29.7 (85.5)       | 27.9 (82.2)       | 25.1 (77.2)       | 22.7 (72.9)       | 28.6 (83.5)       |
| 日均气温 °C（°F）                           | 14.4 (57.9)       | 17.5 (63.5)       | 21.1 (70.0)       | 24.4 (75.9)       | 26.0 (78.8)       | 26.3 (79.3)       | 25.7 (78.3)       | 25.2 (77.4)       | 23.7 (74.7)       | 21.4 (70.5)       | 17.1 (62.8)       | 13.9 (57.0)       | 21.4 (70.5)       |
| 平均低温 °C（°F）                           | 7.1 (44.8)        | 9.9 (49.8)        | 13.6 (56.5)       | 17.3 (63.1)       | 20.3 (68.5)       | 21.9 (71.4)       | 21.8 (71.2)       | 21.2 (70.2)       | 19.9 (67.8)       | 17.1 (62.8)       | 11.4 (52.5)       | 7.4 (45.3)        | 15.7 (60.3)       |
| 历史最低温 °C（°F）                         | 0.1 (32.2)        | 2.7 (36.9)        | 1.0 (33.8)        | 7.7 (45.9)        | 11.7 (53.1)       | 14.0 (57.2)       | 16.2 (61.2)       | 15.3 (59.5)       | 11.4 (52.5)       | 8.3 (46.9)        | 0.0 (32.0)        | −1.3 (29.7)       | −1.3 (29.7)       |
| 平均降水量 mm（）                           | 5.8 (0.23)        | 4.4 (0.17)        | 8.4 (0.33)        | 13.2 (0.52)       | 60.7 (2.39)       | 126.4 (4.98)      | 146.3 (5.76)      | 107.1 (4.22)      | 94.5 (3.72)       | 62.6 (2.46)       | 22.8 (0.90)       | 5.3 (0.21)        | 657.5 (25.89)     |
| 平均降水天数（≥ 0.1mm）                     | 1.6               | 1.4               | 2.8               | 3.7               | 8.5               | 14.0              | 17.1              | 15.0              | 13.0              | 9.9               | 4.6               | 1.8               | 93.4              |
| 平均相對濕度（％）                          | 53                | 42                | 37                | 38                | 50                | 64                | 72                | 73                | 72                | 70                | 67                | 62                | 58                |
| 来源：中国气象数据网（1971-2000的降水日数） |                   |                   |                   |                   |                   |                   |                   |                   |                   |                   |                   |                   |                   |

### 资源

#### 土地资源
全县可耕地面积463,078.6亩，土壤分为棕壤、黄棕壤、红壤、燥红壤、紫色土、石灰土、冲积土、盐土、水稻土九大土类，14个亚类，25个土属，51个土种。在9个土类中，自然土壤占总面积的85%，农业土壤占15%。海拔2,300-2,400米的阳坡为紫色土，冲积土分布在河流两岸，水稻土多分布于低海拔地带。

#### 气候资源
元谋盆地属燥热河谷区，气候干燥炎热，光热资源充足，是种植亚热带作物的好地方。境内农作物复种指数为158.7%，盛产水稻、玉米、小麦、花生、蚕豆、薯类等作物，特别是冬春早熟蔬菜，可种植品种丰富，全国仅有。现有热带亚热带经济作物香蕉20,000亩，龙眼10,000亩，甘蔗、芒果、西瓜、荔枝、枣类、咖啡、核桃、酸角等19,000亩，且种植面积每年都在递增。反季花卉以生长周期短，花期长，生产成本低的优势占有市场，主要有非洲菊、康乃馨、玫瑰、情人草、满天星及芦荟、仙人掌等9类152个品种，产品销往广州、上海、成都、西安等大中城市。

#### 水能资源
境内年降水量15.22亿立方米，地表水年径流量2.67亿立方米。有常流河17条，季节河40条，年过境水量16.02亿立方米。水能理论蕴藏量达89,485千瓦，可利用量11,715千瓦，占13.1%。盆地富水块地段下水储量丰富，年地下平均径流量0.36亿立方米，可开发利用地下水200万立方米。热水塘、摩词温泉流量稳定，水温37℃-44.5℃，素有“神泉”之称。

#### 矿产资源
矿产资源可露天开采的较多。已探明贵金属有黄金、铂、钯、铑等，其中铂、钯矿为中至大型矿床。有色金属有铜、铅、银、镍、钻、钨等，其中，小月旧的铂、铜、镍矿为中型矿床。黑色金属有磁铁矿、褐铁矿、菱铁矿、镜铁矿等，大部分为中小型矿床。非金属矿有云母、石英、石墨、石膏、蓝晶石等，其中，石膏、石英为中型矿床，另有褐煤、草煤、泥煤等可做燃料。建材用石料有白色花岗岩、红色花岗岩、大理石储量较大。砂矿有金沙江的砂金，龙川江的石英河沙则尤为丰富。

#### 生物资源

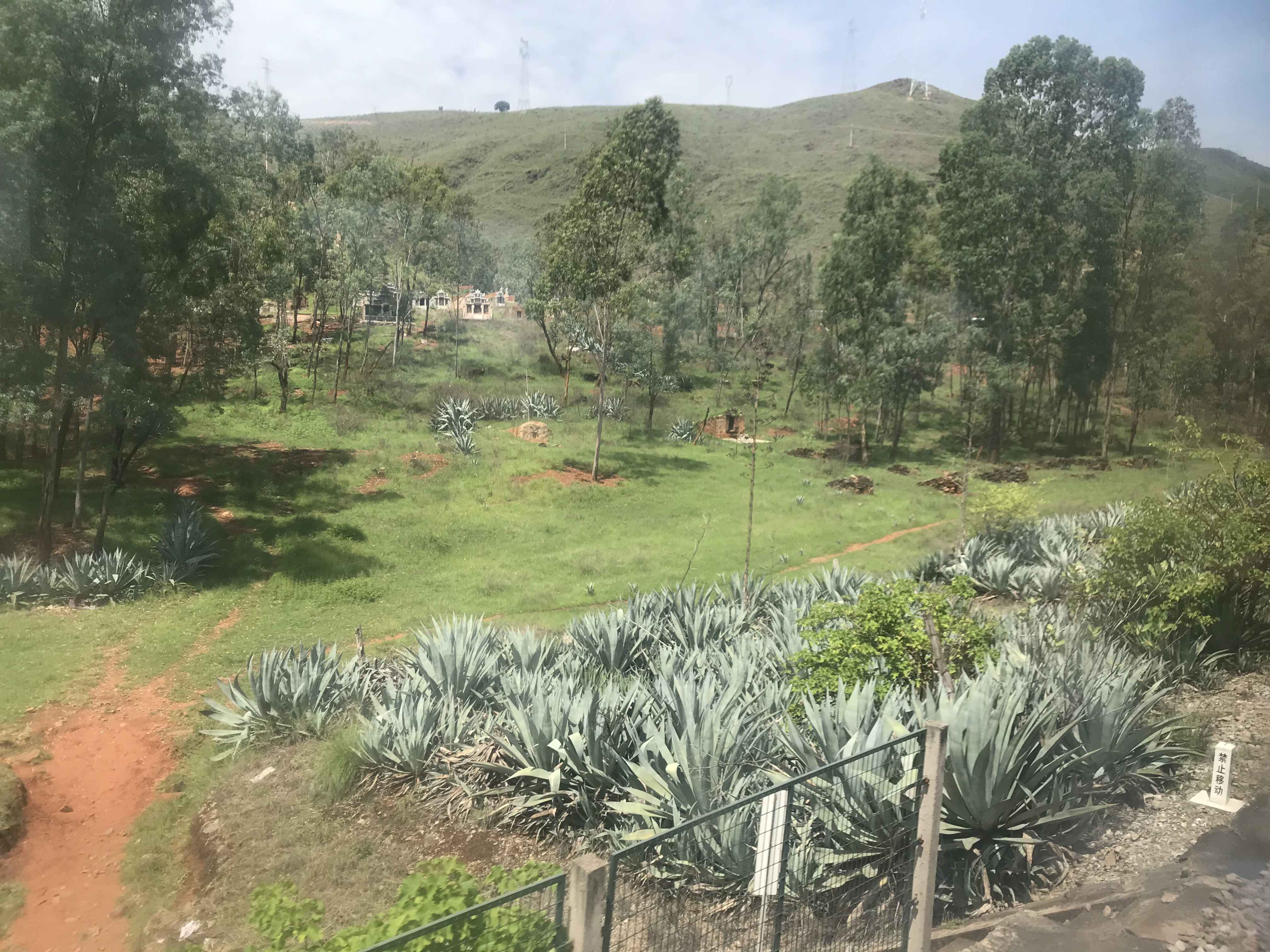
县境内的剑麻群落

境内植物共有123个科462种，以禾本科和菊科居多。有热区特色的植物有：攀枝花、凤凰树、西果树、霸王鞭、仙人掌、金合欢等。境内还盛产龙须草（又名山草），分布广，生长量大，是造纸、搓绳子的极好原料。珍稀植物有酸角、红椿、龙眼、苦楝树。野生动物已发现的主要有70多种，较为名贵的有香獐、毫猪、猴、黄鼠狼、穿山甲、箐鸡、猫头鹰。

## 行政区划
元谋县下辖3个镇、7个乡：
元马镇、黄瓜园镇、羊街镇、老城乡、物茂乡、江边乡、新华乡、平田乡、凉山乡和姜驿乡。

## 经济
2022年，元谋县生产总值达126.68亿元，按可比价格计算，比上年增长6.9%。其中第一产业增加值31.71亿元，增长5.4%；第二产业增加值44.95亿元，增长9.9%；第三产业增加值50.02亿元，增长5.4%。三次产业结构为25∶35.5∶39.5。人均生产总值63,786元。城乡常住居民人均可支配收入分别为45,491元、17,581元。职工年平均工资104,796元。地方一般公共预算收入4.87亿元，人均2,452元。地方一般公共预算支出20.37亿元，人均10,259元。

## 人口
2020年第七次人口普查结果，元谋县总人口（常住人口）共有201,510人，城镇人口82,471人（占40.93%），乡村人口119,039人（占59.07%）。共有男性103,821人、女性97,689人，性别比为106.28。0—14岁人口共34,215人（占16.98%），15—59岁人口共133,835人（占66.42%），60岁及以上人口共33,460人（占16.60%），其中65岁及以上人口共24,160人（占11.99%）。大学专科学历及以上人口有14,190人，15岁以上的文盲有3,765人，占15岁以上人口的2.25%。

## 交通

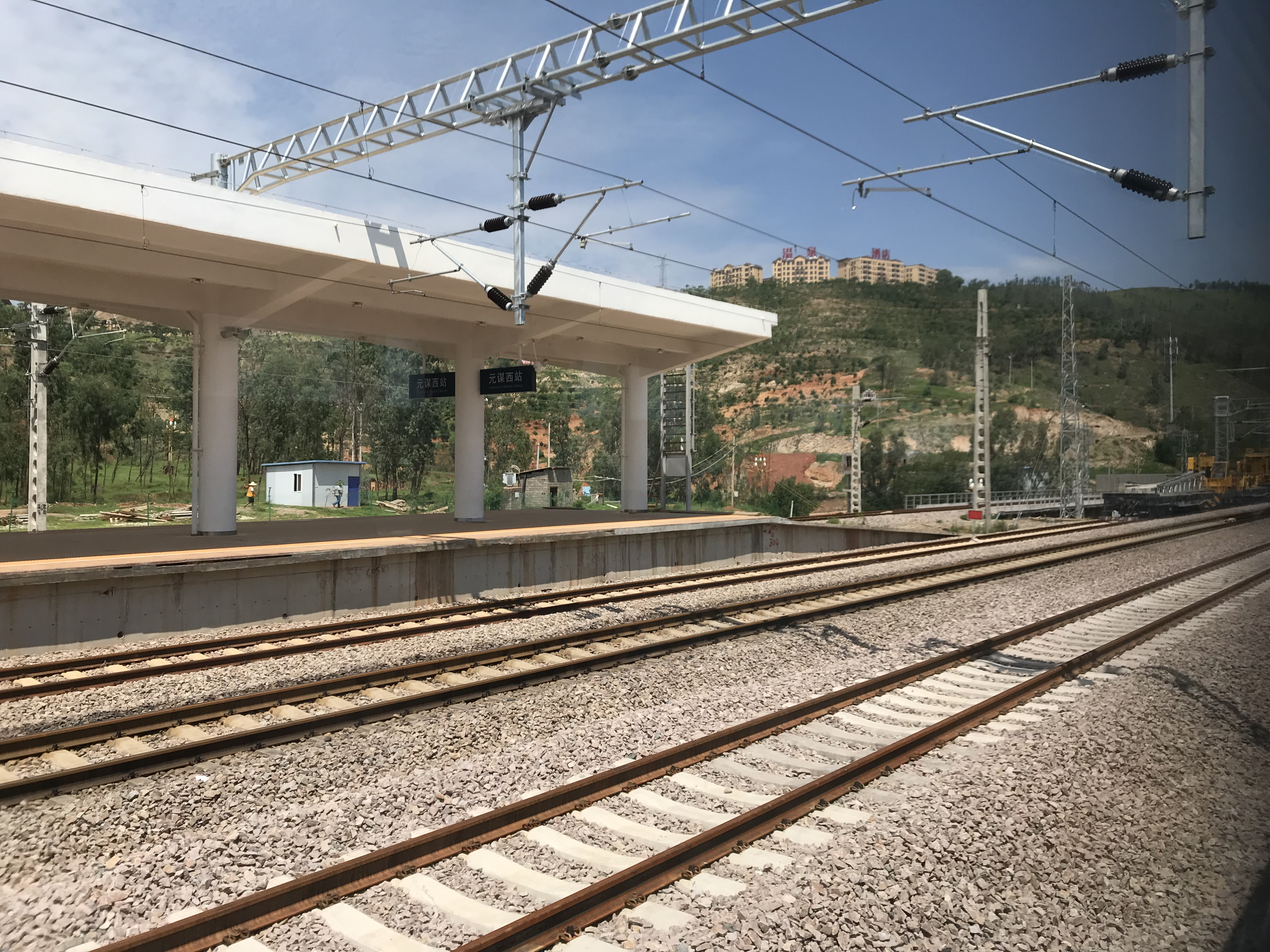
成昆铁路复线元谋西站

- 京昆高速、 108国道过境。
- 成昆铁路：小月舊站、尹地站、元謀西站

## 文化
元谋民族文化多姿多彩。一年一度的“火把节”、“花山节”是彝族、苗族人民的传统节日，最为有名的是元谋花灯，明末以来，正二三月闹花灯的传统习俗流传至今。传统花灯剧《谷顿子接妹》、《打样》、《好当家》等，曾获省州文艺汇演多项奖。元谋花灯曲调经音乐工作者不断改编付诸舞台演唱，省内广为流传。节日喜庆，民族传统文体活动有对歌、跌脚、磨担秋、荡秋千、耍龙、射弩、赛马、摔跤、斗牛。地方风味尤以烤乳猪、凉仔鸡、凉拌小猪、水米线最具特色。

## 旅游
于当地出土遗址发现170万年以前的“元谋人”，古生物、古人类、古文化遗迹十分丰富。云南“三林”之一的土林奇观、日灿金沙、虎跳滩、西河筏舟的龙川江、红军长征渡、丝绸之路、滇川必经之地姜驿古驿道、姜驿恐龙化石、凉山活佛寺、法林寺、苴林中山寺、羊街青龙寺及建设具有一定规模的“大菜园、大果园、大花园”等一批自然景点、景观。

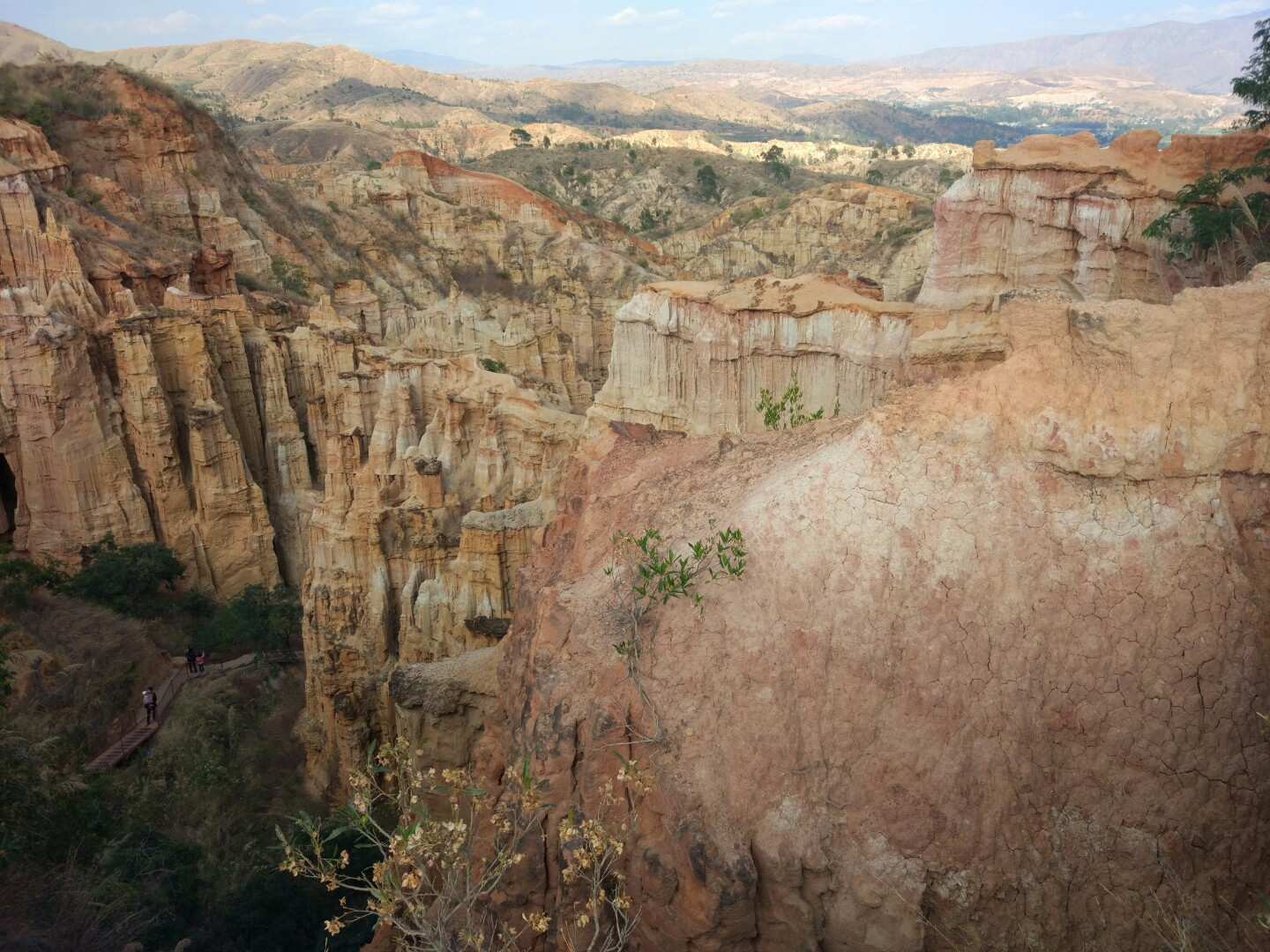
元谋物茂土林
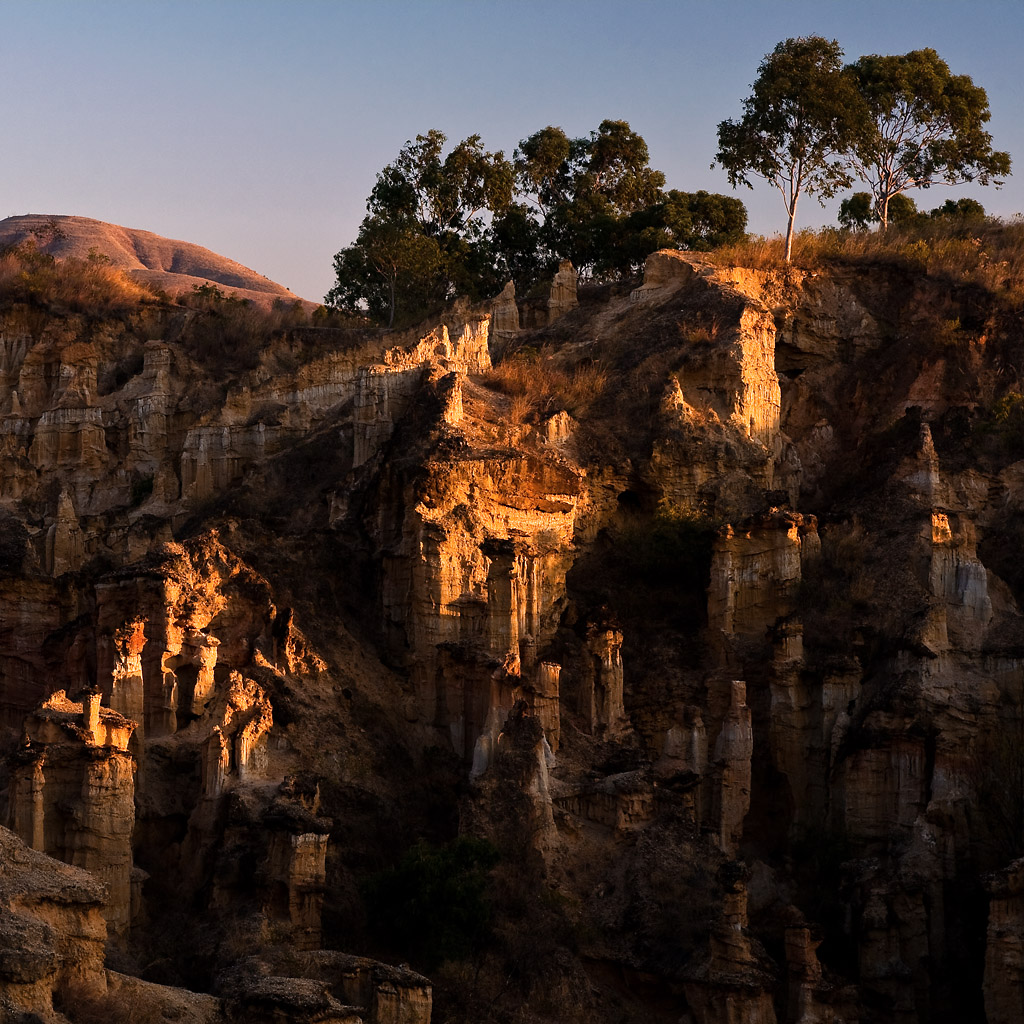
元谋物茂土林
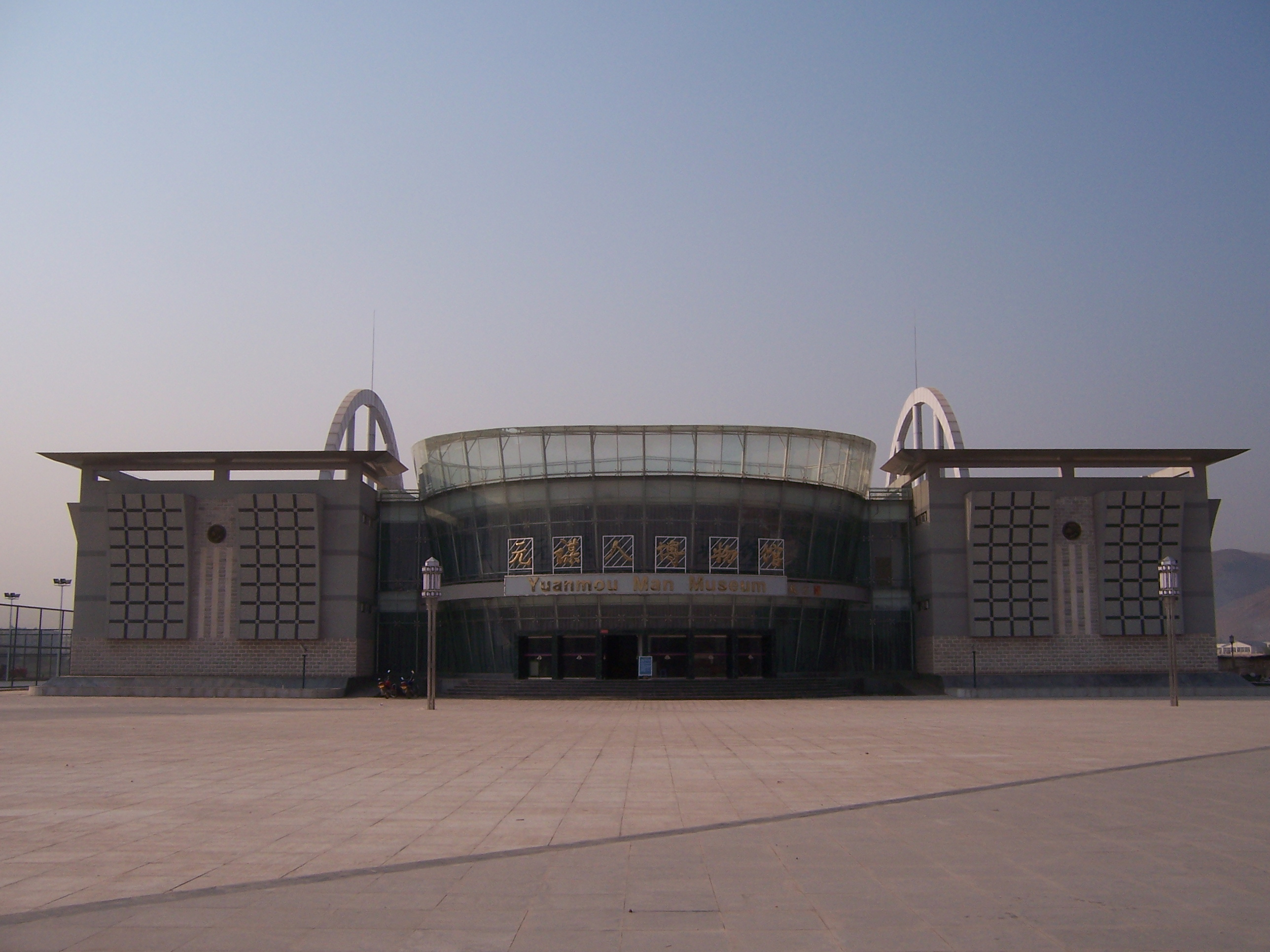
元谋人博物馆